# Ворона білодзьоба
Ворона білодзьоба (Corvus woodfordi) — вид горобцеподібних птахів роду Крук (Corvus) родини Воронових (Corvidae).

## Опис
Має коротке і кремезне тіло (40-41 см в довжину) з коротким, квадратним хвостом і відносно великою головою з дуже характерним глибоким, зігнутим кольору слонової кістки дзьобом з більш темним кінчиком. Темні носові щетини, хоча і не товсті, досить очевидні на тлі блідого дзьоба. Птах в цілому глянсово-чорний із зеленувато-фіолетовим блиском голови і фіолетовим блиском на решті частини тіла. Райдужна оболонка блідо-сіра або біла, ноги повністю чорні.

## Спосіб життя
Живиться невеликими сімейними групами різними комахами і фруктами. Як правило, важко помітні, бо часто залишаються добре приховані у високому пологу лісу, і навіть летить низько, над самими верхівками дерев.

## Поширення та місця існування
Цей вид обмежений островами Шуазель, Санта-Ісабель і Гуадалканал на Соломонових островах. Зустрічається в лісових та деяких деградованих лісових місцях перебування на висоті 1000 м, іноді 1250 м.